# Appunamästaren
Appunamästaren är ett anonymnamn för en bildhuggare verksam på 1100-talet.
Han har fått sitt namn efter Appuna kyrka i Östergötland där han utförde en större madonnastaty som numera finns på Statens historiska museum i Stockholm. Den är ur ikonografisk synpunkt en romansk skulptur från 1100-talets slut. Skulpturen är förgylld och försilvrad där silvret numera är svart på grund av oxidering. Karakteristiskt för bilden är det ovala och något trumpna ansiktet, med två flätor som på vardera skuldran splittras upp i lockar, samt klänningens breda halsbård. Till Appunamästaren räknar man även de mycket närstående Mariabilderna från Klockrike, Hejdeby, Sköllersta, Höreda och Vrigstad kyrkor.